# Cyphosticha callimacha
Cyphosticha callimacha là một loài bướm đêm thuộc họ Gracillariidae. Nó được tìm thấy ở Queensland.